# Mount Thetis
Der Mount Thetis ist ein 1482 Meter hoher Berg im Zentrum des australischen Bundesstaates Tasmanien.
Er liegt im Zentrum des Cradle-Mountain-Lake-St.-Clair-Nationalparks und steht in der Reihe der höchsten Berge Tasmaniens an 13. Stelle.
Der Berg ist eine bekannte Sehenswürdigkeit im Nationalpark und beliebt bei Wanderern und Bergsteigern.